# 聰加人
尚迦納人（Shangaan或Tsonga shangaan，又譯謝幹、尚干等）是一群主要生活於莫三比克南方與南非林波波省的民族。在南非一般常稱為聰加人（Tsonga）。使用的語言主要為聪加语、葡萄牙語、南非語及英語。信仰宗教大多是基督新教及天主教皆有。

## 民族分佈、人口與語言

### 民族分佈
聰加人是一群主要生活於莫三比克南方、南非林波波省、津巴布韋與斯威士蘭的民族。

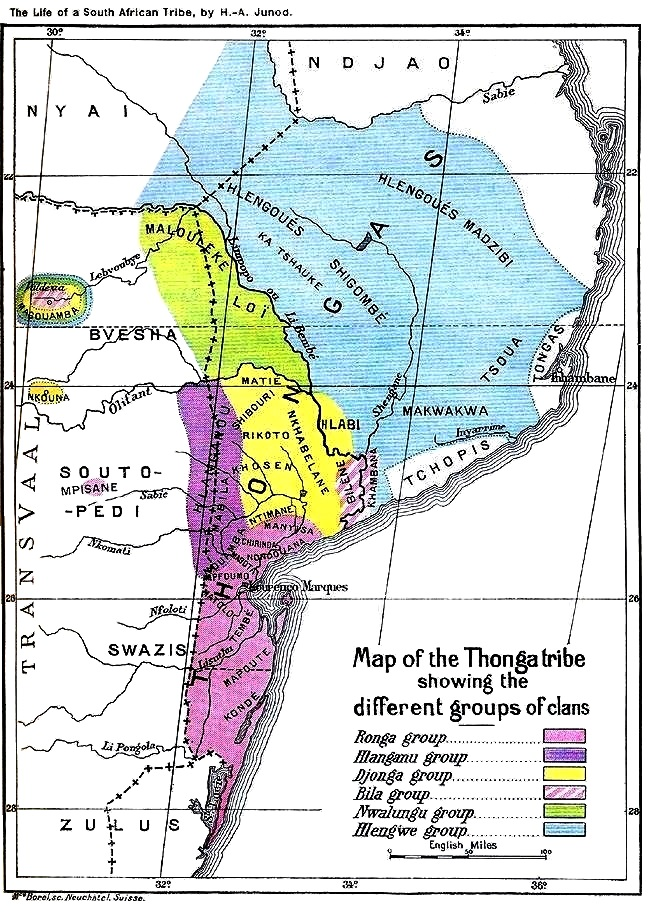
Tsonga population

### 人口
總人口約690萬人（1995）超過100萬的聰加人永久居住在南非其他地區。
人口成長率為4.8％（根據12％的城市宣佈），人口出生率為30-40％,人口死亡率為20％。一半以上的人口為15嵗以下。

### 語言
使用的語言主要為聰加語、葡萄牙語、南非語及英語。

### 語支
聰加人是南班圖語，規模較大的尼日-剛果語系語言的一部分。
從祖魯語，南莫三比克聰加和騰貝開發並成爲紹納語與恩古尼之間的橋樑。
有四種聰加語言的組：茨瓦納Tshwa（莫三比克口語）；Ronga方言（莫三比克）；北部省 聰加方言;與Maputsu或Tembe（在南非誇祖魯-納塔爾 因瓜武馬分區）

## 地理環境
這些地區位於海拔1575尺~1800尺（480與550米）。北部山區與南部mopane（colophospermum mopane）的森林之間是花崗岩山丘的地形。流經這些地區的八條河流中，只有Levubu和大萊塔巴河是常年充沛的河流。
夏天通常是炙熱的（86°F - 109 °F /30℃-42.7℃），而冬天較乾燥且較冷（73°F - 95°F/22.7℃-35℃）。
降雨主要分布在十月到三月之間，平均降雨量為20-28英寸（50-70厘米）
土壤較不肥沃，而土壤的保水能力也較低。
大部分土地（87％）是用於畜牧業，有一小部分用於農業（4％）。
在黃金、粘土、砂土開採方面的規模有限。

## 歷史沿革

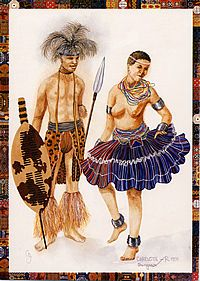
History of Tsonga

就像其他南非的班圖人，聰加人們的起源約莫於1000年前，分佈在中南非和南非。
最初，聰加人定居在莫桑比克南部的沿海平原，但後來在19世紀初遷移到南非的德蘭士瓦，在種族隔離時代的南非，一個聰加“家園”與加贊庫盧，被創造出來的北部德蘭士瓦（現在林波波省和60年代期間東德蘭士瓦（現在姆普馬蘭加）的一部分，被授予1973年自治地位，班圖斯坦的經濟在很大程度上取決於黃金和小型製造業。
然而，只有低於南方聰加人口一半、大約50萬人，生活在那裡。許多人加入了城鎮居民圍繞城市中心，尤其是約翰內斯堡與比勒陀利亞南非的其他地方。

## 社會、家庭與婚姻

### 婚姻

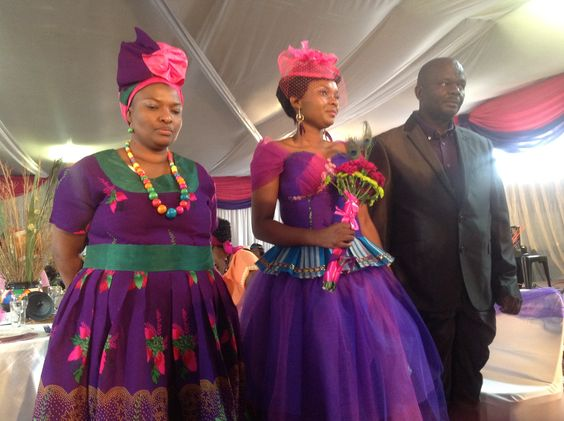
聰加人的婚禮

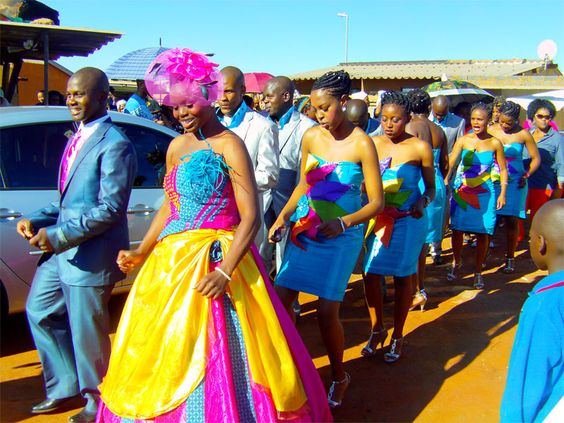
聰加人的婚禮與伴郎伴娘

誰想要結婚必須有能力這樣做，新郎新娘必須達到青春期（莫桑比克和一些南非人聰加人都有這個現象。新郎一定有他自己的收入。必須兩個家庭都同意。父親不能談判婚姻，沒有他的孩子同意或沒有正當理由可以拒絕同意。嫁妝是由新郎的父親傳遞給新娘的父親，接著新娘就可以到新郎的家。夫妻按照民法來結婚。教堂婚禮也很流行。
氏族外婚制會實行：作為第二任妻子，第一夫人的妹妹或妻子的兄弟女兒是最好。婚禮結束後從夫居傳統上是最好，但兒子三個月大後，就不一定了。最小的弟弟必須繼續給他的父母照看，並繼承他父親的家園。
離婚是當事人（家庭，而不是個人）之間達成一致。只有在雙方無法達成一致的情況下進入到一個更高的土著公開法庭上訴。離婚會終止雙方的相互支持的職責。妻子的父親保留，如果丈夫引發離婚婚姻貨，就必須返回他們，如果妻子造成了離婚，則離異女人重新受到她父親的監護權控制。

### 家庭單位
基本的家庭由丈夫，妻子和孩子組成的，與具體的相互義務單獨的本地單位工作。
一夫多妻制仍然存在，但年輕一代正在下降。在莫桑比克和南非，一夫多妻的家庭佔據一處宅基地，或牛欄。在宅基地不同的家庭都根據其不同的妻子結婚的順序排名。第一個妻子通常為正室。

### 継承
只有家園房地產的頭部被規定。一般牛欄屬性從房產屬於不同的妻子的房子隔開。
正室長子繼承正常大宗一般牛欄財產（牛，犁等），具有更小的部分將較小的農戶的主要繼承人。基本規則是，寡婦和死者的未婚子女必須保證繼續支持。房產必須最終由那家的兒子繼承。婦女無權繼承。

### 社會化
兩個孩子在家庭中不會具有同等地位。在一夫多妻制家庭裡，孩子之間的排名差異是由性別、年齡來確定，母親的排名。所有的男孩子地位都高於女孩。父親主要教育男孩，而母親專注於女孩。
七歲後,男孩照顧他們父親的山羊。男孩開始打獵鳥類，小遊戲與玩遊戲，通過直接觀察增加他們對植物和動物生命的知識。在青春期，一些農村孩子接受發起，他們在那裡接受關於部落的歷史知識和職責宣導，還有一個已婚男人的責任。
六歲後,女孩開始承接小任務，並隨著年齡的增長，其中包括席捲宅基地，挑水，撿柴，鋤地，和烹飪。青春期開始，母親告訴她的性責任，解釋了禁忌，以一個女孩或女人為主體，訓練她是一個好妻子。
聰加父母教育孩子有相當的影響力，拓寬提供給孩子們的知識面，也鮮少讓兒童從事傳統的職責。

### 社会組織
最小的部落社會單位是核家庭中，權力屬於父親。一夫多妻和大家庭（已婚男子與已婚的兄弟和/或已婚兒子和他們的家屬）較大的社會單位。其他社會單位可依次分為家族譜系，在遙遠的過去一個共同祖先的後代。有一個血統和部落內的戰隊等級。

### 衝突
族群之間的衝突，最主要的原因是土地問題和缺乏自然資源（主要是水和放牧）。群體間的衝突是由戰略皇室婚姻和聯盟解決，而集團內部衝突是由土著法院系統解決。

### 政治
世襲首領（hosi）一般是部落中最資深的血統和家族的最高級成員。他被委任（由統治家族會），訓練和就任首席。在南非，部落首領也是法定認可的。如果他還不夠成熟時，他的父親就去世，通常便會任命伯父為攝政王。
首席必須依賴他的高級親屬的個人意見和部落理事會（由病房首領，首領的高級親戚，和專家組成的封閉理事會）。部落酋長執行（從不同病房的病房頭人（tindhuna）帶到他的法庭上訴的部落土地，管理，維護法律和秩序的分配和利用，解決爭端）法定，部落和儀式的功能。
為了便於管理，總部落地區被劃分為若干個較小的行政單位或鄉村或病房（複數miganga），由首席會同行政會議指定，對能力任命tindhuna。該ndhuna負責分配土地，徵收稅款，並解決在病房或鄉（穆甘/ malayini）糾紛。他也代表了他的病房在部族理事會的居民。他由他的家人和具體職能部門的協助。

## 產業與生活

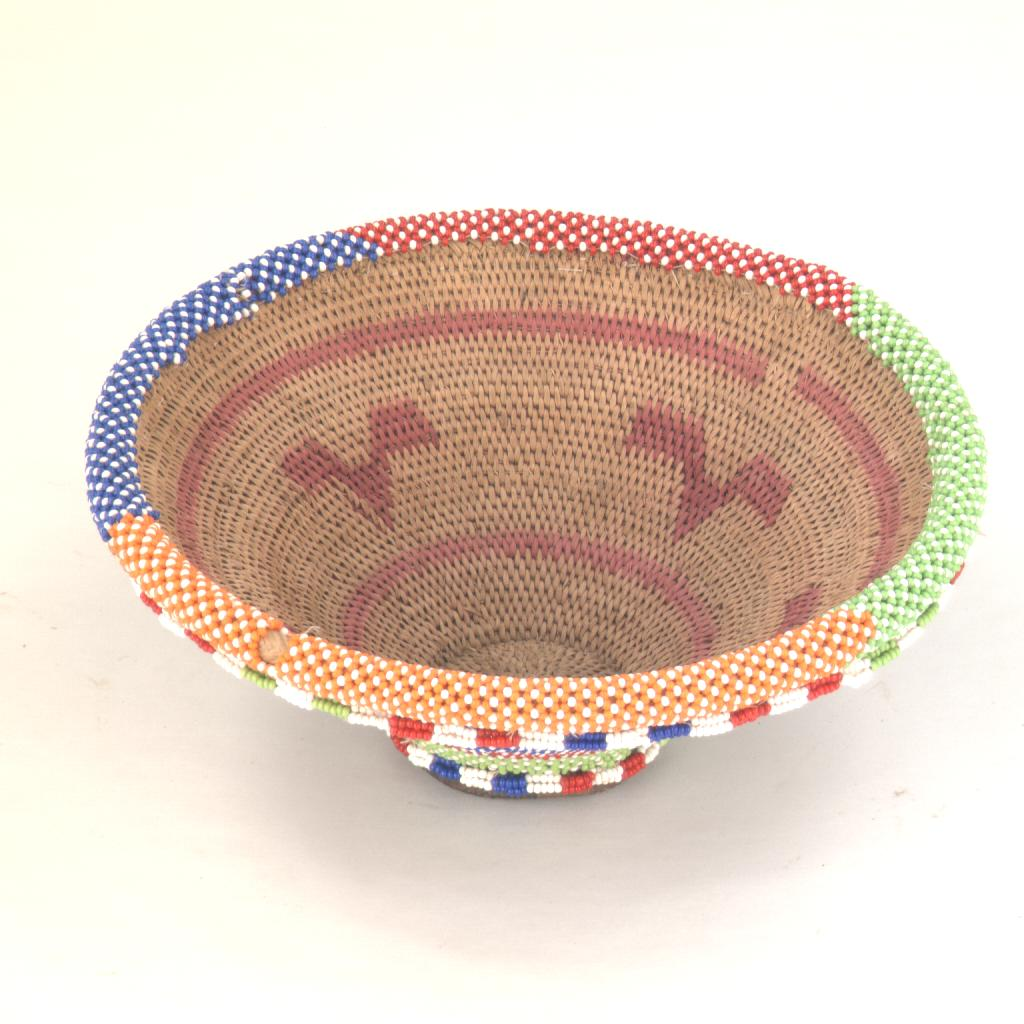
聰加人籠子

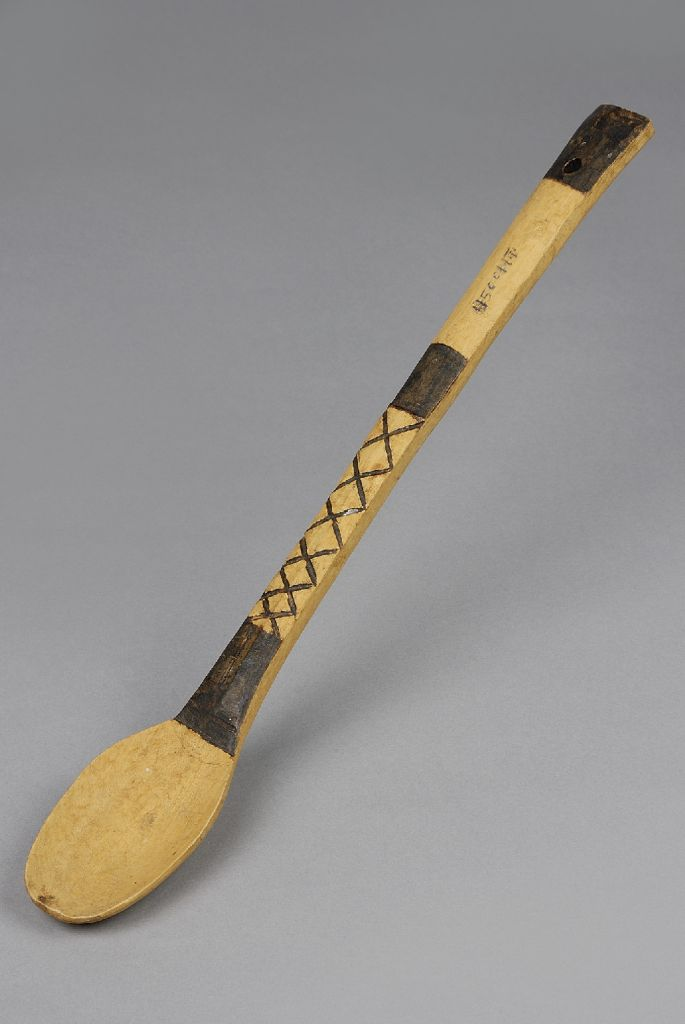
木製作的湯匙

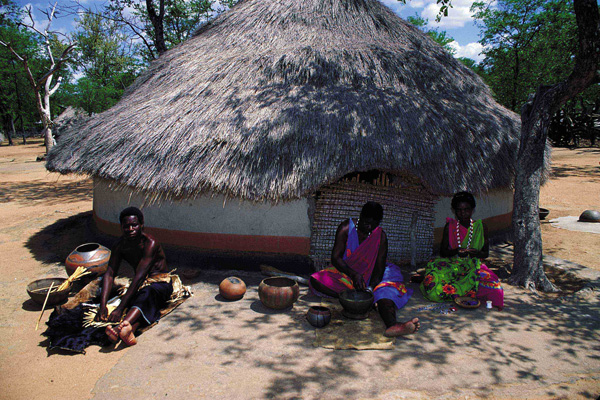
聰加人的圓錐形茅草屋頂

### 商業活動
商業化的聰加人農民在南非種植的西紅柿，香蕉，芒果，鱷梨，菠蘿，荔枝，橙子，木瓜，玉米，棉花，堅果和煙草，主要銷售給當地市場。
勞動力流動對農民家庭來說很重要。許多人在南非的公用農村工作，對當地商業農場主。大多數聰加人一直在與西方貨幣體系有接觸，導致一些個性化的發生。
在宣布的城鎮中，與政府會刺激工業增長點和合作團體，生產的產品包括護欄網，劍麻地毯，陶瓷，簍，木製品。大多數工業產品出口，而商業部門（屠宰，加油站，打印機，苗圃，零售企業，交通，餐飲，住宿和服務）正在穩步增長。莫桑比克內戰已經離開這些貧窮的聰加人。

### 貿易
聰加婦女引用一個已經存在1700年的方法來從鹽飽和的土壤中提取鹽，賣給其他民族。

### 生活
生活於農村的聰加人仍然大部分依賴於自然經濟。主要的經濟活動是農業的婦女實行。在南非的飲食包括家庭種植的作物，羊肉，雞肉，牛肉，有時候有水果。在莫桑比克，魚也是日常食品的一部分。婦女的種植木薯，高粱和玉米作為主食。他們還種植其他蔬菜與水果，作為自己的基本需求。同時，他們也會購買其它的食品。
他們比較少耕田，但莫桑比克轉向培育與刀耕火種。並且收集樹葉，野果，香草和藥用植物。人們會做出漆樹果仁啤酒（Sclerocarya birrea）與拉拉掌啤酒（Hyphaene coriacea）

### 居住
莫桑比克的聰加人仍然居住在分散的圓錐形茅草屋頂的圓形圍牆木屋傳統家園（kraals）。圓形kraals包圍中央牛牛欄。每個妻子有她自己的小屋。未婚男生共用一間小屋，未婚少女也是如此。
南非農村配有西式格子圖案（與廣場上矗立著街區）。結構從典型一輪方草屋，長方形平頂房屋，與西方現代風格的房屋會有所不同。傳統上，茅屋採用天然材料建造。現代住宅都建有曬乾的磚塊和鐵皮屋頂。傳統的佈局仍然發現外面的村莊。

## 信仰與儀式

### 節日
剛出生的嬰兒在展示給他父親及淨身後，如果是個男孩，是從祖父那接收名字；如果是個女孩，則從祖母那。名字會在出生後一個月決定。其中沒有特別的儀式參與。
在南非，啟動儀式象徵著生理成熟及同化現象，使得聰加男孩和女孩身為孩子的權力已經中止。文化節設有傳統舞蹈，合唱團和鼓majorettes，以及演講。慶祝活動應該與王室墓地祭祀有關。

### 信仰
多保持萬物有靈信仰，約有1／3的人信基督教。
聰加相信一個至高無上的存在：Shikwembu，他創造了人類。他並沒有直接崇拜。聰加宗教的中心主題是信仰和尊敬死者。但是自己家庭(父母親)與其他家庭的崇敬是有差別的。祖靈的願望通常是由疾病，不幸，還是夢想之後占卜的方式顯現出來。每一個高級戶主的家園都有作為一個祭壇（gandzelo）的平台（以占卜師的遺志），上面擺放食物及酒類予以祭祀。
靈魂附體發生時，當事人身體會疼痛，通常發生在腿部。一個外來的精神也可以佔有一個人。被靈魂附體的人會被訓練為一位靈媒。訓練的過程是希望與這個靈魂共容，而非驅逐他。
聰加的29％屬於新教或天主教教堂，13％的猶太复國主義分裂教會。另有9％屬於五旬節和复臨教會。其餘的人口中，有48％不屬於任何教會。女性在宗教信仰的比例上比男性高些。儘管他們大多隸屬於不同的基督教教派，許多人仍然繼續持有傳統
魔法是用於邪惡目的的，（vuloyi）由邪惡法師（valoyi）危害社會。若是由精通中醫和占卜的;（唱納雅。tinanga）傳統從業人員則會運用到社會的優勢。
占卜師用他們的占卜工具，尤其是tinholo，一套骨頭，揭示不幸的原因諮詢祖靈，並確定什麼樣的行動（一般禮儀，祭祀，或使用藥水）可以來避免它。靈媒醫治處方時同常都是處在恍惚狀態中。
在家庭中最年長的男子通常會充當牧師，尤其是在祖靈相關的儀式中。當疾病是由祖靈在母親的血統引起的，則是孩子的母親的弟弟（kokwana/ malume）擔任牧師。

## 藝術與文學

### 藝術
女性實用物品換取食品或(將之)販售給遊客。其中有文達的影響，而花盆的裝飾也越來越多是使用與商店買來的油漆。大多數女性做(製作)草蓆用作(作為)睡墊或白天坐。聰加婦女的串珠藝品不傳達消息，但顯示了配戴者的身分地位。
男子讓美觀實用的物體，如木碗，葫蘆，籃子，樂器和搗玉米的杵臼。在城鎮附近，搪瓷盆與碗都在很大程度上取代了木碗，但除了居住在製造工廠附近的人之外，大部分的農家仍搗著玉米一斤。

### 文學
聰加文學的發展特點是非小說和翻譯的早期優勢。然而，這不是一個獨特的現象，如你可於獨自發展的北索托文學中發現與聰加文學相似的地方 。聰加文學一直遵循著幾乎與北索托文學相同的路徑。因為它們的起源被發現要大多是在傳記，自傳和翻譯。
早期聰加文學的例子包括
- D.C. Marivate's David Livingstone (1941)
- C. Maphophe's Calvin Maphophe (1945)
- Booker T. Washington's Ku hluvuka ku huma evuhlongeni as translated by S.J. Baloyi (1953)
- F.M. Maboko's Aggrey wa Afrika (1956)
- H.W.E. Ntsanwisi's Hosi Muhlaba (King Muhlaba; 1957)
- Baloyi's Julius Ceasar (1957)
- H.A. Junod's Mufundhisi John Mboweni (Reverend John Mboweni; 1958)

研究顯示定期創作的刊行開始出現於聰加文學是在1960年之後。（Ntuli和Swanepoel 1993：59）。

### 音樂
聰加人發展自己的音樂。稱為；Tsonga electro music。為住在莫桑比克與南非部分地區的聰加人發展的音樂。受到西方的電子音樂(夜店音樂)的影響所創造出的融合傳統音樂的節奏。
大部分的音樂為以馬林巴為基調的快節奏歌曲。
歌手
- Thomas Chauke
- George Maluleka
- General Muzka
- Joe shrimani
- Matshwa Bemuda
- Nozinja Lodge